# Hermandad del Baratillo (Sevilla)
La Hermandad del Baratillo es una cofradía católica de Sevilla, Andalucía, España. Tiene su sede en la capilla de la Piedad, también conocida como capilla del Baratillo.
Su nombre oficial y completo es Antigua y Fervorosa Hermandad de la Santa Cruz y Cofradía de Nazarenos del Santísimo Cristo de la Misericordia y Nuestra Señora de la Piedad, Patriarca Bendito Señor San José y María Santísima de la Caridad en su Soledad.

## Historia

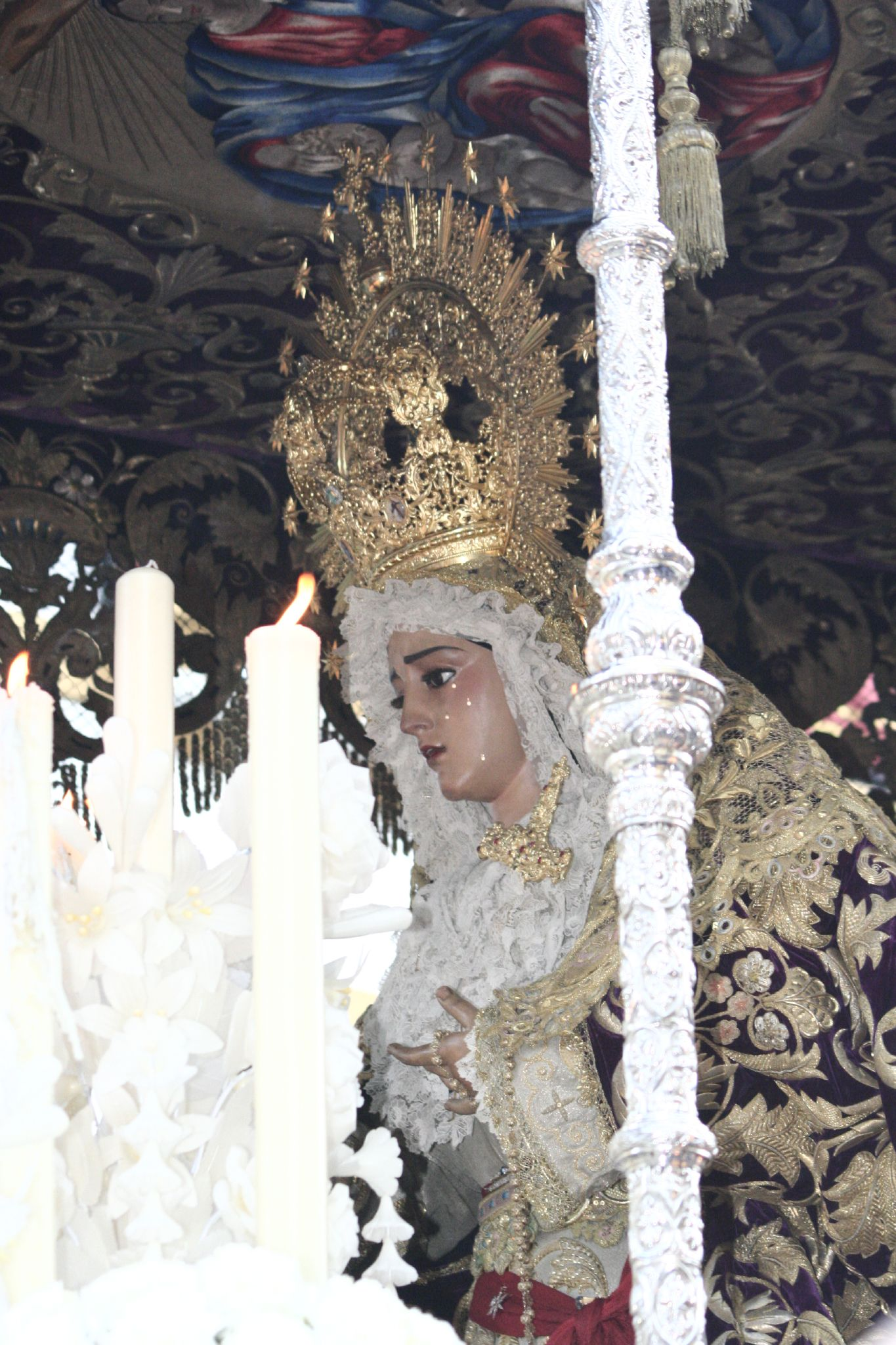
Virgen de la Caridad

A mediados del siglo XVII se colocó en un lugar conocido como el Baratillo, en el barrio del Arenal, una cruz de hierro forjado sobre un pedestal de ladrillos a modo de humilladero. Este lugar se empleó como sitio de enterramiento para los fallecidos por la epidemia de peste de 1649. Esta cruz motivó con posterioridad la devoción de algunos vecinos.
En 1693 se fue organizando una hermandad, aprobada como hermandad de Gloria en 1694, en torno a dicha cruz, la Hermandad de la Cruz del Baratillo, que decidió labrar una capilla y unir a la cruz la devoción de la Piedad. 
La capilla fue realizada por Manuel Pérez, terminándola Bernardo de Bustamante en 1696. Posteriormente fue ampliada en 1721 por maestro de obras Marcos Sancho acabándose la reforma en 1750. El retablo mayor de la capilla fue contratado por Antonio González de Guzmán en 1728, estaba presidido originalmente por un cuadro del Descendimiento
A comienzos del s.XVIII se instala una plaza de toros provisional, de madera, y en 1745 un juego de pelota. En 1757 se inicia la construcción de la actual plaza de toros
En 1772 por decreto del Real Consejo de Castilla se declara extinta dicha hermandad de gloira, repartiendo “sus alhajas” en obras pías. La capilla se mantuvo abierta y con culto, pero sin hermandad
En 1892 se organiza una hermandad de penitencia, aprobándose las sus reglas en 1893, teniendo como titular a la Virgen de la Piedad y como sede la antigua capilla. Nace así la actual hermandad del Baratillo, sin relación con la anterior, extinguida 121 años antes 
En 1926 la hermandad incorporó como titular a la Virgen de la Soledad, que en 1929 pasó a tener la advocación completa de Virgen de la Caridad en su Soledad.
En la capilla hay un cuadro del siglo XVII que representa a Cristo descendido de la cruz sostenido por la Virgen.

## Santísimo Cristo de la Misericordia y Nuestra Señora de la Piedad
El paso de misterio representa a la talla de la Virgen de la Piedad sosteniendo en su regazo al Cristo de la Misericordia, yacente, tras ser descendido de la cruz. La imagen de la Virgen fue realizada por José Manuel Rodríguez Fernández-Andés en 1945. El Cristo de la Misericordia fue realizado en 1951 por Luis Ortega Bru. Ambas imágenes fueron restauradas por Juan Manuel Miñarro en 2016 y 2012 respectivamente.
Entre 1914 y 1940 estaban en el paso de la Piedad San Juan Evangelista y la Magdalena, obra de Emilio Pizarro de la Cruz.
El paso es de estilo neobarroco, dorado, iluminado por candelabros de guardabrisas y con guardabrisones. La Virgen de la Piedad lleva manto en terciopelo azul y saya, con bordados y diadema de plata dorada. La cruz tiene casquetes en plata dorada.
La Virgen de la Piedad fue coronada canónicamente el día 14 de septiembre de 2024 en la Catedral de Sevilla, estando ambas titulares dolorosas de la Hermandad reconocidas con esta distinción.

## María Santísima de la Caridad en su Soledad
La imagen de María Santísima de la Caridad, también conocida como “Reina del Arenal” o Torera de Sevilla fue realizada en 1931 por Fernández-Andés.
El paso de palio tiene orfebrería en plata de ley en los respiraderos con capillas y varales. La candelería es plateada. El palio es de 1954, y el manto de 1964, en terciopelo morado y bordados en oro realizado en el Taller de Esperanza Elena Caro y restaurado por el mismo taller en 2016. La Virgen lleva corona en plata dorada, hecha en 1960.
La imagen fue coronada canónicamente el 1 de enero de 2009 por S.E.R. el Cardenal Carlos Amigo Vallejo, elevando a este rango la coronación litúrgica acontecida el 20 de marzo de 1960 por el Cardenal Bueno Monreal y en la que actuaron como padrinos el teniente general Castejón Espinosa y su esposa. Esta coronación se formalizó debido a la fuerte devoción que el barrio del Arenal le procesa durante todo el año, apodándola cariñosamente como la “flor torera del Arenal”.

## Vinculación con laReal Maestranza de Caballería
Al igual que la de la Hermandad de San Bernardo, que por la gran cantidad de toreros miembros y su cercanía a la desaparecida plaza Monumental, recibió el apodo de "Hermandad de los Toreros", la del Baratillo también está vinculada al ambiente taurino por su cercanía a la plaza de la Maestranza. El llamador de plata del paso de palio representa a dos angelitos sosteniendo un capote.
La Asociación Benéfica de Socorros a la Vejez del Torero de la Región Andaluza, fundada en 1933, tiene como patrona a la Virgen de la Caridad.
Desde 1991 la Real Maestranza de Caballería, propietaria de la plaza, tiene carta de hermandad.
La hermandad celebra una misa anual en la capilla al final de la temporada taurina.

## Paso por la carrera oficial
| Predecesor: La Lanzada | Orden de entrada en la carrera oficial (Miércoles Santo) 6.º lugar | Sucesor: Los Panaderos |